# U-17-Fußball-Europameisterschaft 2025
Die Endrunde der 41. U-17-Fußball-Europameisterschaft fand vom 19. Mai bis 1. Juni 2025 in Albanien statt. Dies hatte das UEFA Executive Committee am 26. September 2023 auf ihrem Treffen in Limassol entschieden.

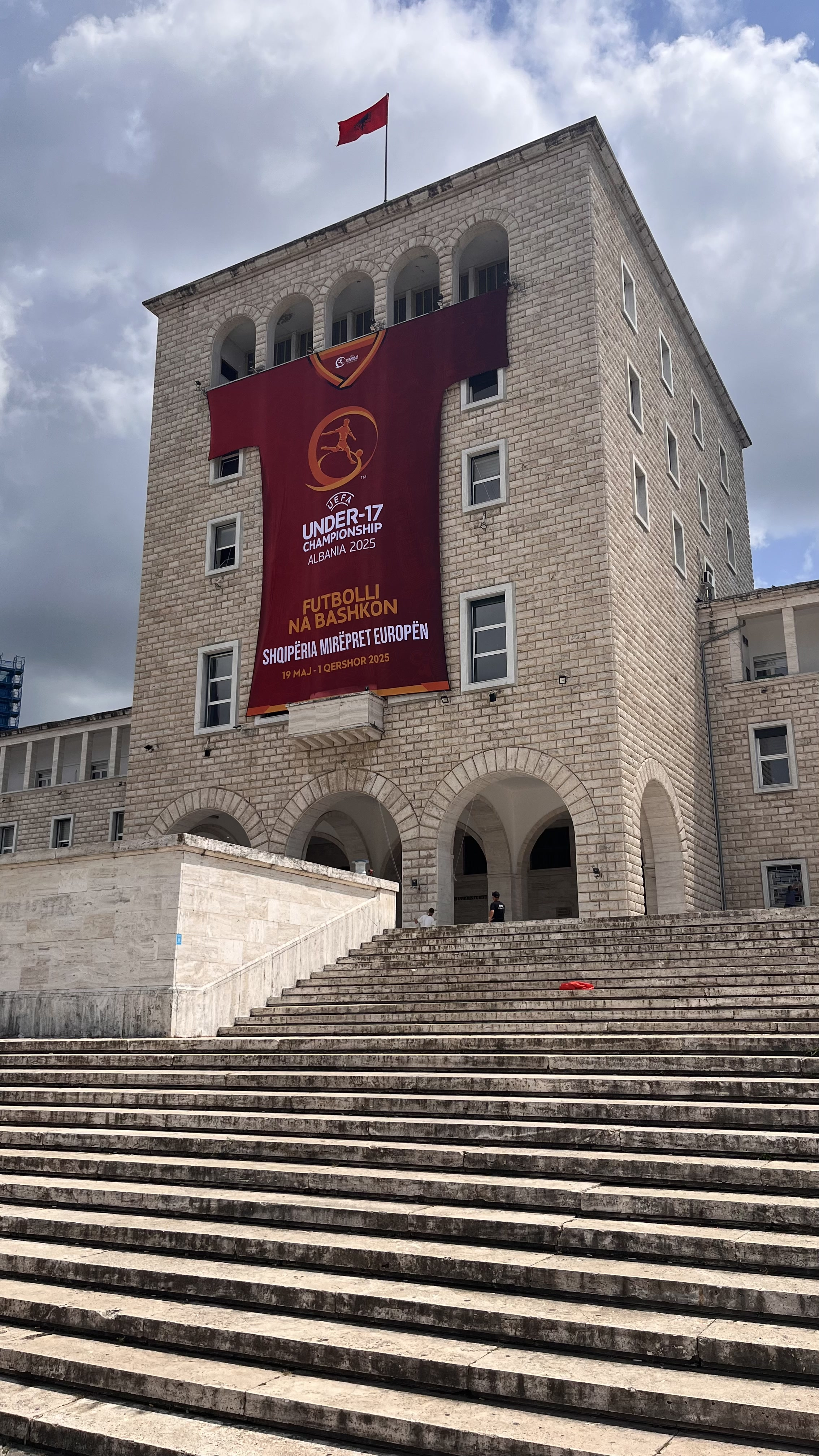
Werbung für das Turnier in Tirana

Für Albanien war es die erste Ausrichtung einer UEFA-Endrunde, das Land war aber Schauplatz des ersten Endspiels der UEFA Europa Conference League im Jahr 2022 im Nationalstadion in Tirana gewesen.
Nachdem ab 2015 16 Teams am Turnier teilgenommen hatten, fand das Turnier nun wieder mit acht Mannschaften statt.
Titelverteidiger war die Mannschaft Italiens. Sie unterlag im Halbfinale dem späteren Turniersieger Portugal. Die Iberer konnten diesen Wettbewerb zum insgesamt siebten Mal gewinnen. Aus dem deutschsprachigen Raum konnte sich nur Deutschland qualifizieren; die DFB-Elf schied in der Vorrunde aus.

## Qualifikation
Die Qualifikation lief unter einem neuen Modus ab. Statt des bisher üblichen Formats mit erster Runde und Eliterunde spielten die Mannschaften in einer Art Ligasystem mit Auf- und Abstieg mit einer Verbindung zur Qualifikation für die U-19-Fußball-Europameisterschaft 2027. Es wurden jedoch weiterhin zwei Qualifikationsrunden gespielt, in deren Verlauf die Teilnehmer an der Endrunde der U-17-EM sowie zur U-17-Fußball-Weltmeisterschaft 2025 ermittelt wurden. Aus diesem Grund trat auch der EM-Gastgeber Albanien in der Qualifikation an, er hatte seinen Platz unter den acht EM-Endrundenteilnehmern aber sicher.

### Erste Runde
Alle meldenden Verbände wurden in zwei Dreier- und 12 Vierergruppen gelost. Wie gehabt wurden die Gruppenspiele als Mini-Turniere bei einem der Gruppenteams durchgeführt. Die Gruppensieger und Gruppenzweiten qualifizierten sich für die Liga A in der 2. Runde, der Rest spielte in Liga B. Aus dem deutschsprachigen Raum schafften Deutschland, Österreich und die Schweiz den Sprung in die Liga A, Luxemburg und Liechtenstein spielten in Liga B weiter.

### Zweite Runde
Die 28 Teams in Liga A bildeten sieben Vierergruppen, die als Mini-Turniere bei einer der beteiligten Mannschaften ausgespielt wurden. Die Gruppensieger qualifizierten sich für EM und WM, zusätzlich erhielten die vier besten Gruppenzweiten ein Ticket zur Weltmeisterschaft. Die Mannschaften auf dem vierten Platz jeder Gruppe stiegen altesklassenübergreifend zur Qualifikation der U19-EM 2027 in die Liga B ab.
Die Auslosung ergab folgende Gruppen (Reihenfolge nach Endplatzierung):
| Gruppe A1  | Gruppe A2   | Gruppe A3    | Gruppe A4   | Gruppe A5  | Gruppe A6 | Gruppe A7  |
| ---------- | ----------- | ------------ | ----------- | ---------- | --------- | ---------- |
| Italien    | Deutschland | Frankreich 1 | Portugal 1  | Tschechien | Belgien   | England 1  |
| Kroatien 1 | Österreich  | Finnland     | Serbien     | Schweiz 1  | Irland    | Slowenien  |
| Ukraine    | Spanien 1   | Griechenland | Ungarn      | Schweden   | Polen 1   | Israel     |
| Slowakei   | Norwegen    | Dänemark     | Niederlande | Türkei     | Island    | Nordirland |

Legende:
Die Liga B wurde ebenfalls über Mini-Turniere in Dreier- oder Vierergruppen ausgetragen. Die Teams konnten sich nicht mehr für die EM oder WM in der U-17-Altersklasse qualifizieren, jedoch stiegen die Gruppensieger für die U-19-EM-Quali 2026/27 in die Liga A auf.

## Teilnehmer
Die folgenden Mannschaften qualifizierten sich  für das Endturnier in Albanien. Die Statistik beinhaltet nur die seit 2002 ausgetragenen U-17-Fußball-Europameisterschaften (bis 1998 U-16-Fußball-Europameisterschaft).
Die Auslosung der zwei Vierergruppen fand am 31. März 2025 in Tirana statt.
| Teilnehmer  | Qualifikation                    | Endrunden- teilnahmen | Letzte Teilnahme     | Beste Platzierung                |
| ----------- | -------------------------------- | --------------------- | -------------------- | -------------------------------- |
| Albanien    | Gastgeber                        | 1.                    | –                    | –                                |
| Italien     | Sieger der League A – Gruppe A 1 | 13.                   | 2024 (Europameister) | Europameister (2024)             |
| Deutschland | Sieger der League A – Gruppe A 2 | 15.                   | 2023 (Europameister) | Europameister (2009, 2023)       |
| Frankreich  | Sieger der League A – Gruppe A 3 | 16.                   | 2024 (Gruppenphase)  | Europameister (2004, 2015, 2022) |
| Portugal    | Sieger der League A – Gruppe A 4 | 12.                   | 2024 (Finalist)      | Europameister (2003, 2016)       |
| Tschechien  | Sieger der League A – Gruppe A 5 | 8.                    | 2024 (Viertelfinale) | Finale (2006)                    |
| Belgien     | Sieger der League A – Gruppe A 6 | 9.                    | 2022 (Gruppenphase)  | Halbfinale (2007, 2015, 2018)    |
| England     | Sieger der League A – Gruppe A 7 | 17.                   | 2024 (Viertelfinale) | Europameister (2010, 2014)       |

### Kader der DFB-Auswahl
| #  | Name                | Pos.       | Verein                   | Spiele | Tore |
| -- | ------------------- | ---------- | ------------------------ | ------ | ---- |
| 01 | Marcello Trippel    | Tor        | Borussia Mönchengladbach | 3      | 0    |
| 02 | Natnael Abraha      | Abwehr     | Eintracht Frankfurt      | 2      | 0    |
| 03 | Osman Turay         | Abwehr     | FC Schalke 04            | 3      | 0    |
| 04 | Elias Vali Fard     | Abwehr     | Borussia Mönchengladbach | 3      | 0    |
| 05 | Ben Hawighorst      | Abwehr     | Bayer 04 Leverkusen      | 2      | 0    |
| 06 | Mussa Kaba          | Mittelfeld | Borussia Dortmund        | 2      | 0    |
| 07 | Can Güner           | Sturm      | Borussia Mönchengladbach | 2      | 0    |
| 08 | Mathieu Nguefack    | Mittelfeld | Borussia Mönchengladbach | 3      | 0    |
| 09 | Alexander Staff     | Sturm      | Eintracht Frankfurt      | 3      | 1    |
| 10 | Lennart Karl        | Mittelfeld | FC Bayern München        | 3      | 0    |
| 11 | Moritz Göttlicher   | Mittelfeld | FC Bayern München        | 3      | 0    |
| 13 | Nebe Domnič         | Abwehr     | Bayer 04 Leverkusen      | 3      | 0    |
| 15 | Raphael Pavlić      | Abwehr     | FC Bayern München        | 1      | 0    |
| 16 | Jeremiah Mensah     | Mittelfeld | Bayer 04 Leverkusen      | 2      | 1    |
| 17 | Salvatore Mule      | Sturm      | VfB Stuttgart            | 2      | 0    |
| 18 | Lasse Isbruch       | Mittelfeld | VfL Bochum               | 3      | 1    |
| 19 | Keziah Oteng-Mensah | Sturm      | Eintracht Frankfurt      | 3      | 1    |
| 20 | David Creța         | Sturm      | TSG 1899 Hoffenheim      | 2      | 0    |
| 21 | Wisdom Mike         | Sturm      | FC Bayern München        | 3      | 1    |
| 23 | Tjark Möbius        | Tor        | 1. FC Magdeburg          | 0      | 0    |

- Trainer: Marc-Patrick Meister

## Austragungsorte
Die Spiele fanden in den vier Städten Tirana (Nationalstadion), Rrogozhina (Arena Egnatia), Elbasan (Elbasan Arena) und Durrës (Niko-Dovana-Stadion) statt.
| Stadion             | Bild | Ort        | Kapazität | Erbaut / Renoviert |
| ------------------- | ---- | ---------- | --------- | ------------------ |
| Nationalstadion     |      | Tirana     | 22.000    | 2019               |
| Arena Egnatia       |      | Rrogozhina | 4.000     | 2022               |
| Elbasan Arena       |      | Elbasan    | 12.800    | 2014               |
| Niko-Dovana-Stadion |      | Durrës     | 12.040    | 2017               |

## Vorrunde

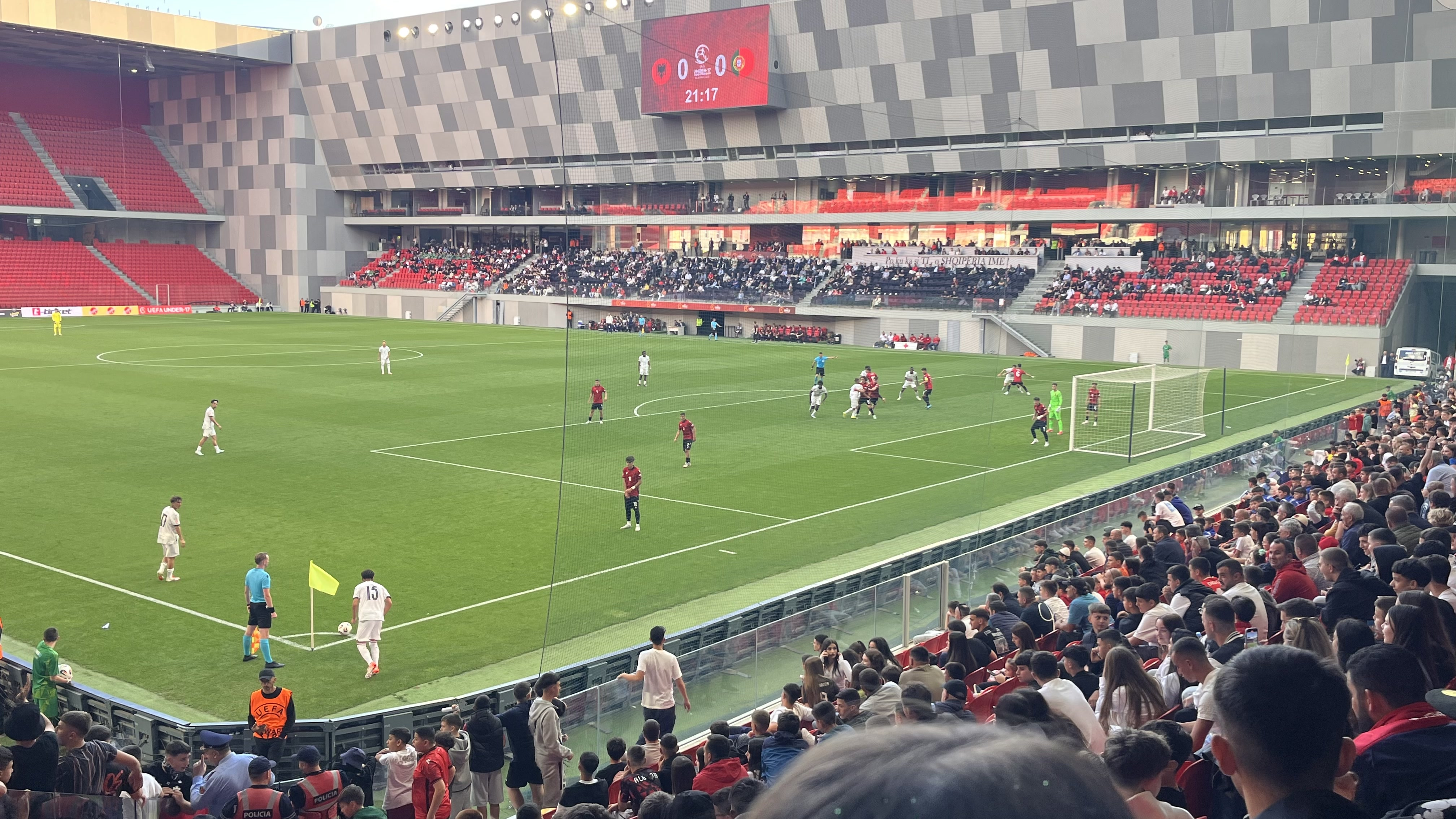
Das Eröffnungsspiel Albanien gegen Portugal im Nationalstadion

Die Vorrunde wurde in zwei Gruppen mit jeweils vier Mannschaften ausgetragen. Die beiden Gruppensieger und Zweitplatzierten qualifizierten sich für das Halbfinale. Albanien war als Gastgeber als Mannschaft 1 der Gruppe A gesetzt.
Die beiden Gruppen wurden am 31. März 2025 in Tirana ausgelost.

### Kriterien für den Gleichstand in der Gruppenphase
Die Platzierung der Mannschaften in der Gruppenphase wurde wie folgt ermittelt:
- Erzielte Punkte in allen Gruppenspielen
- Punkte in direkten Duellen zwischen punktgleichen Mannschaften
- Tordifferenz in direkten Duellen zwischen punktgleichen Mannschaften
- Erzielte Tore in direkten Duellen zwischen punktgleichen Mannschaften
- Wenn mehr als zwei Mannschaften punktgleich sind und nach Anwendung aller oben genannten Kriterien für direkte Duelle weiterhin eine Teilmenge von Mannschaften punktgleich ist, werden alle oben genannten Kriterien für direkte Duelle erneut und ausschließlich auf diese Teilmenge von Mannschaften angewendet
- Tordifferenz in allen Gruppenspielen
- Erzielte Tore in allen Gruppenspielen
- Elfmeterschießen, wenn nur zwei Mannschaften punktgleich sind und in der letzten Runde der Gruppe aufeinandertreffen und nach Anwendung aller oben genannten Kriterien punktgleich sind (entfällt, wenn mehr als zwei Mannschaften punktgleich sind oder ihre Platzierungen für die Qualifikation zur nächsten Runde nicht relevant sind)
- Disziplinarpunkte
  - Gelbe Karte: −1 Punkt
  - Gelb-Rote Karte: −3 Punkte
  - Rote Karte: −3 Punkte
- UEFA-Koeffizient für die Auslosung der Qualifikationsrunde
- Losentscheid

### Gruppe A
| Pl. | Land        | Sp. | S | U | N | Tore    | Diff. | Punkte |
| --- | ----------- | --- | - | - | - | ------- | ----- | ------ |
| 1.  | Frankreich  | 3   | 2 | 1 | 0 | 007:000 | +7    | 07     |
| 2.  | Portugal    | 3   | 2 | 1 | 0 | 006:100 | +5    | 07     |
| 3.  | Deutschland | 3   | 1 | 0 | 2 | 005:500 | ±0    | 03     |
| 4.  | Albanien    | 3   | 0 | 0 | 3 | 000:120 | −12   | 0      |

|                                           |   |             |           |
| Mo., 19. Mai 2025 um 18:00 Uhr in Tirana  |   |             |           |
| Albanien                                  | – | Portugal    | 0:4 (0:1) |
| Mo., 19. Mai 2025 um 20:30 Uhr in Elbasan |   |             |           |
| Deutschland                               | – | Frankreich  | 0:3 (0:2) |
| Do., 22. Mai 2025 um 18:00 Uhr in Elbasan |   |             |           |
| Albanien                                  | – | Deutschland | 0:4 (0:2) |
| Do., 22. Mai 2025 um 20:30 Uhr in Tirana  |   |             |           |
| Frankreich                                | – | Portugal    | 0:0       |
| So., 25. Mai 2025 um 20:30 Uhr in Elbasan |   |             |           |
| Frankreich                                | – | Albanien    | 4:0 (1:0) |
| So., 25. Mai 2025 um 20:30 Uhr in Tirana  |   |             |           |
| Portugal                                  | – | Deutschland | 2:1 (0:0) |

### Gruppe B
| Pl. | Land       | Sp. | S | U | N | Tore    | Diff. | Punkte |
| --- | ---------- | --- | - | - | - | ------- | ----- | ------ |
| 1.  | Italien    | 3   | 3 | 0 | 0 | 008:400 | +4    | 09     |
| 2.  | Belgien    | 3   | 1 | 1 | 1 | 005:400 | +1    | 04     |
| 3.  | England    | 3   | 1 | 1 | 1 | 007:700 | ±0    | 04     |
| 4.  | Tschechien | 3   | 0 | 0 | 3 | 004:900 | −5    | 0      |

|                                              |   |            |           |
| Di., 20. Mai 2025 um 18:00 Uhr in Rrogozhina |   |            |           |
| England                                      | – | Belgien    | 1:1 (1:0) |
| Di., 20. Mai 2025 um 20:30 Uhr in Durrës     |   |            |           |
| Italien                                      | – | Tschechien | 2:1 (2:0) |
| Fr., 23. Mai 2025 um 18:00 Uhr in Durrës     |   |            |           |
| Belgien                                      | – | Tschechien | 3:1 (3:0) |
| Fr., 23. Mai 2025 um 20:30 Uhr in Rrogozhina |   |            |           |
| Italien                                      | – | England    | 4:2 (2:1) |
| Mo., 26. Mai 2025 um 20:30 Uhr in Durrës     |   |            |           |
| Belgien                                      | – | Italien    | 1:2 (1:0) |
| Mo., 26. Mai 2025 um 20:30 Uhr in Rrogozhina |   |            |           |
| Tschechien                                   | – | England    | 2:4 (0:4) |

## Finalrunde

### Halbfinale
Die Zuordnung der genauen Paarungen zu Stadien und Anstoßzeiten erfolgte nach Abschluss der Vorrunde.
|                                           |   |          |                      |
| Do., 29. Mai 2025 um 18:00 Uhr in Elbasan |   |          |                      |
| Frankreich                                | – | Belgien  | 3:2 (1:1)            |
| Do., 29. Mai 2025 um 20:30 Uhr in Tirana  |   |          |                      |
| Italien                                   | – | Portugal | 2:2 (1:1); 3:4 i. E. |

### Finale
| Frankreich                                                 | Frankreich | Portugal | Portugal |
| ---------------------------------------------------------- | --- | --- | -------- |
| Frankreich                                                 | \| Finale \| \| So., 1. Juni 2025 um 20:30 Uhr in Tirana (Arena Kombëtare) \| \| Ergebnis: 0:3 (0:2) \| \| Zuschauer: 10.243 \| \| Schiedsrichter: Oleksij Derewinskyj ( Ukraine) \| \| Spielbericht \| | \| Finale \| \| So., 1. Juni 2025 um 20:30 Uhr in Tirana (Arena Kombëtare) \| \| Ergebnis: 0:3 (0:2) \| \| Zuschauer: 10.243 \| \| Schiedsrichter: Oleksij Derewinskyj ( Ukraine) \| \| Spielbericht \|                                                                                       | Portugal |
| Frankreich                                                 | Ilan Jourdren – Lucas Batbedat (84. Tom Raiani), Emmanuel Mbemba, Hermann Diandaga, Kyllian Antonio – Djibril Coulibaly (61. Ilyas Azizi), Abdoulaye Camara (61. Believe Munongo), Paul Eymard, Rudy Matondo (77. Sanah Camara) – Rémi Himbert (77. Christ Balota), Djylian Nguessan Cheftrainer: Lionel Rouxel | Romário Cunha – José Neto, Mauro Furtado, Martim Chelmik, Daniel Banjaqui – Bernardo Lima (77. Santiago Verdi), Rafael Quintas , Mateus Mide (58. Gil Neves) – Stevan Manuel (58. Yoan Pereira), Anísio Cabral (58. Tomás Soares), Duarte Cunha (67. Ricardo Neto) Cheftrainer: Manuel Maçães | Portugal |
| Frankreich                                                 | 0:1 Anísio (30.) 0:2 Cunha (38.) 0:3 Neves (60.) | | Portugal |
| Frankreich                                                 | Eymard (66.), Azizi (78.) | Anísio (45.+1), Soares (81.), Banjaqui (90.+2), Furtado (90.+5) | Portugal |
| Finale                                                     | | |          |
| So., 1. Juni 2025 um 20:30 Uhr in Tirana (Arena Kombëtare) | | |          |
| Ergebnis: 0:3 (0:2)                                        | | |          |
| Zuschauer: 10.243                                          | | |          |
| Schiedsrichter: Oleksij Derewinskyj ( Ukraine)             | | |          |
| Spielbericht                                               | | |          |

## Schiedsrichter
Die UEFA berief sechs Schiedsrichter für die Spielleitungen. Nach dem verletzungsbedingten Ausscheiden von Oliver Reitala kamen auch die ursprünglich lediglich als Vierte Offizielle vorgesehenen Schiedsrichter zu jeweils einer Spielleitung. Der Videobeweis kam nicht zum Einsatz. 
| Schiedsrichter      | Assistenten     |
| ------------------- | --------------- |
| Mikkel Redder       | Martin Markus   |
| Oliver Reitala 1    | Olli Jantunen   |
| Patrik Kolarić      | Luka Pajić      |
| Joey Kooij          | Dyon Fikkert    |
| Łukasz Kuźma        | Marek Arys      |
| Oleksij Derewinskyj | Oleksij Mironow |
| Florian Lata 2      | Christopher Rae |
| Kamal Umudlu 2      | Guillaume Maire |